# Krikor I (ormiański patriarcha Konstantynopola)
Krikor I (ur. ?, zm. ?) – w latach 1526–1537 5. ormiański Patriarcha Konstantynopola.